# MediEvil 2
MediEvil 2 (w Ameryce Północnej wydana jako MediEvil II) – platformowa gra akcji wydana w Ameryce Północnej 30 kwietnia 2000 roku oraz 9 maja 2000 roku w Europie przez wydawcę oraz producenta Sony Computer Entertainment. Gra jest sequelem MediEvil i zawiera nowe postacie oraz poziomy.